# 블랑카 소토
블랑카 소토(Blanca Soto, 1979년 1월 5일 ~ )는 멕시코의 배우, 미인 대회 우승자이다. 1997 누에스트라 베예사 멕시코 우승자이자 1997 미스 월드 멕시코 대표 참가자이다.